# Корнијео
Корнијео (фр. Automobiles Cornilleau) је била француска компанија за производњу аутомобила.

## Историја компаније
Компанија из Анијер на Сени почела је 1912. године са производњом аутомобила, под именом бренда Корнијео, а завршила произвоњу 1914. године. Није имала никакву везу са компанијом Корнијео & Сент-Бев.

## Аутомобили
Најмањи модел је 8/10 CV са двоцилиндричним, двотактним мотором запремине 770 cm³. Постојала су два модела са моторима са четири цилиндра и опционо, запремине 1469 cm³ и снаге 10 КС, односно 2296 cm³ и 12 КС. Возила су имала поседовали погон са вратилом.